# Commando pour un homme seul
Pour plus de détails, voir Fiche technique et Distribution.
Commando pour un homme seul (When Eight Bells Toll) est un film britannique réalisé par Étienne Périer, sorti en 1971.

## Synopsis
Depuis quelque temps, des navires britanniques chargés de lingots d'or disparaissent le long des côtes écossaises. Pour percer ce mystère, les services secrets font appel à un agent de l'Amirauté, Philip Calvert. Celui-ci, aidé de son ami Hunslett, s'installe sur un bateau et commence son enquête en inspectant la région. Ses recherches, contrariées par le mutisme des habitants des villages avoisinants ainsi que par l'agressivité de Lord Kirkside, le châtelain du lieu, le conduisent jusqu'au yacht de Sir Anthony Skouras. Celui-ci fait apparemment un séjour de plaisance en compagnie de sa seconde épouse, Charlotte, et de ses deux conseillers, Lavorski et McCallum...

## Fiche technique
- Titre français : Commando pour un homme seul
- Titre original : When Eight Bells Toll
- Réalisateur : Étienne Périer
- Scénario : Alistair MacLean
- Directeur de la photographie : Arthur Ibbetson
- Production : Jerry Gershwin, Elliot Kastner
- Musique : Walter Stott
- Distribution : S.N.C.
- Pays :  Royaume-Uni
- Langue : anglais
- Durée : 94 minutes
- Dates de sorties :  Royaume-Uni : 9 mars 1971 /  France : Avril 1972

## Distribution
- Anthony Hopkins : Philip Calvert
- Nathalie Delon : Charlotte
- Robert Morley : Arthur
- Jack Hawkins : Sir Anthony Skouras
- Corin Redgrave : Hunslett
- Derek Bond : Lord Charnley
- Ferdy Mayne : Lavorski
- Maurice Roeves : le pilote de hélicoptère
- Peter Arne : Capitaine Imrie
- Charles Gray : Sir Anthony Skouras